# 龚振栋
龚振栋（1935年12月—），曾用名龚振东，男，上海人，中华人民共和国工程师、政治人物，曾任九三学社中央委员会常务委员，第七、八、九届全国政协委员。